# Rasova (Constanța megye)
Rasova község Constanța megyében, Dobrudzsában, Romániában. A hozzá tartozó település Cochirleni.

## Fekvése
A település az ország délkeleti részén található, Konstancától nyolcvan kilométerre nyugatra, a legközelebbi várostól, Cernavodătól húsz kilométerre, északkeletre. A község a Duna egyik ágának, az Öreg-Duna (más nevén Ostrovi-ág) partján fekszik, mely elválasztja az ország legnagyobb szigetétől, Ialomiţa-lápjától.

## Lakossága
A nemzetiségi megoszlás a következő:
| 2002     | 2002 | 2002   |
| -------- | ---- | ------ |
| Románok  | 3955 | 99,92% |
| Magyarok | 2    | 0,05%  |
| Tatárok  | 1    | 0,02%  |
| Összesen | 3958 | 100,0% |